# منطقة سامبال
منطقة سامبال (بالأردية: ضلع سنبھل، بالإنجليزية: Sambhal district، بالفارسية: بخش سمبل، بالفرنسية: District de Sambhal)، والتي كانت تسمى سابقًا منطقة بهيمناجار (بالإنجليزية: Bhimnagar district): هي إحدى مناطق ولاية أتر برديش في الهند. المقر الرئيسي للمنطقة هو بلدة بهجوئي. تقع تحت إدارة سامبال 993 قرية و16 مركزًا للشرطة.